# Crujía (náutica)
En náutica, la crujía (del italiano: corsia) es como se denomina al plano longitudinal de simetría de un buque; es decir, al espacio de proa a popa. Es una línea imaginaria que divide la cubierta en dos partes exactamente iguales, siendo paralela a la quilla.
Cuando el buque lleva cuerdas en su cubierta, la crujía es el espacio que ocupan éstas en el centro, siempre del codaste a la roda.
Recibe el mismo nombre el espacio comprendido en cubierta, entre las cuerdas y la artillería.
En los buques también recibe el nombre de crujía el pasamanos que cruza todo el barco longitudinalmente, de proa a popa, por la borda.
En las embarcaciones menores es todo el espacio que ocupan las panetas, sobrequilla, etcétera.
La expresión pasar crujía hace referencia a un antiguo castigo consistente en pasar el reo entre dos filas de hombres por cubierta, recibiendo golpes con cordeles o varas.

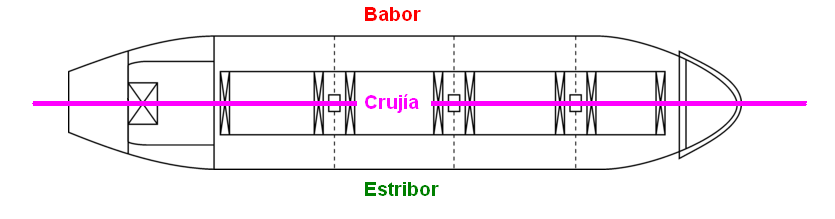
La línea color lila es el plano de crujía del barco.